# Moebius (film, 1996)
Pour les articles homonymes, voir Moebius.
Pour plus de détails, voir Fiche technique et Distribution.
Moebius est un film argentin de Gustavo Mosquera sorti en 1996. Le film est une adaptation libre de la nouvelle de science-fiction A Subway Named Mobius écrite en 1950 par Armin Joseph Deutsch, publiée en 1951 et proposée au prix Hugo de la meilleure nouvelle courte 1951.

## Synopsis
À Buenos Aires, Daniel Pratt, jeune topologue, enquête sur l'étrange disparition d’une rame de métro. Le réseau est tellement étendu et complexe qu’il part à la recherche de son créateur, un ingénieur qui fut son professeur à l’université, afin de lui demander de calculer toutes les probabilités des voies que le métro aurait pu emprunter. Mais bien que toujours introuvable, la rame se manifeste occasionnellement par des vibrations dans les galeries du métro…

## Fiche technique
- Réalisation : Gustavo Mosquera R.
- Pays : Argentine
- Genre : Science-fiction
- Durée : 88 minutes
- Date de sortie : 17 octobre 1996 (Argentine)

## Distribution
- Guillermo Angelelli : Daniel Pratt
- Roberto Carnaghi : Marcos Biasi
- Annabella Levy : Abril
- Jorge Petraglia : Mistein
- Miguel Ángel Paludi